# 珍妮·拉森
珍妮·拉森（英語：Jeane Lassen，1980年9月26日—），加拿大女子举重运动员。她曾代表加拿大参加1999年泛美运动会举重比赛，获得一枚铜牌。她也曾参加2008年夏季奥林匹克运动会。